# Angelo Cameroni
Angelo Cameroni, detto Arturo (Milano, 1º aprile 1891 – Ponti sul Mincio, 22 settembre 1961), è stato un allenatore di rugby a 15 e calciatore italiano, di ruolo portiere.

## Carriera

### Calcio
A livello di club giocò per tutta la carriera in squadre lombarde, tra cui Legnano e US Milanese, ad eccezione di una breve apparizione nella Juventus Roma a inizio carriera. All'inizio della carriera era impiegato soprattutto in ruoli di movimento.
Indossò le maglie sia di Inter (tornei a campionato sospeso, nel periodo della prima guerra mondiale), che di Milan (sono documentate tre amichevoli negli anni '20).
In Nazionale giocò la sua unica gara il 18 gennaio 1920, contro la Francia, al Velodromo Sempione di Milano, vinta per 9-4.
Era soprannominato "palla di gomma", a causa delle sue spericolate uscite sui piedi degli avversari.
Muore nel 1961. Riposa al Cimitero Maggiore di Milano.

### Rugby e nuoto
Dopo il ritiro allenò la Nazionale di rugby a 15 dell'Italia assieme a Luigi Bricchi. Fu allenatore per un solo incontro, l'amichevole vinta contro la Spagna per 3-0 il 29 maggio 1930, che fu la prima partita giocata in casa dagli azzurri.
Si cimentò anche come giocatore di pallanuoto, nei tuffi e come arbitro della Federazione Italiana Nuoto.

## Statistiche

### Cronologia presenze e reti in Nazionale
| Cronologia completa delle presenze e delle reti in nazionale ― Italia | Cronologia completa delle presenze e delle reti in nazionale ― Italia | Cronologia completa delle presenze e delle reti in nazionale ― Italia | Cronologia completa delle presenze e delle reti in nazionale ― Italia | Cronologia completa delle presenze e delle reti in nazionale ― Italia | Cronologia completa delle presenze e delle reti in nazionale ― Italia | Cronologia completa delle presenze e delle reti in nazionale ― Italia | Cronologia completa delle presenze e delle reti in nazionale ― Italia |
| Data                                                                  | Città                                                                 | In casa                                                               | Risultato                                                             | Ospiti                                                                | Competizione                                                          | Reti                                                                  | Note                                                                  |
| --------------------------------------------------------------------- | --------------------------------------------------------------------- | --------------------------------------------------------------------- | --------------------------------------------------------------------- | --------------------------------------------------------------------- | --------------------------------------------------------------------- | --------------------------------------------------------------------- | --------------------------------------------------------------------- |
| 18/01/1920                                                            | Milano                                                                | Italia                                                                | 9 – 4                                                                 | Francia                                                               | Amichevole                                                            | -                                                                     |                                                                       |
| Totale                                                                |                                                                       | Presenze                                                              | 1                                                                     |                                                                       | Reti                                                                  | 0                                                                     |                                                                       |